# Daemonologie

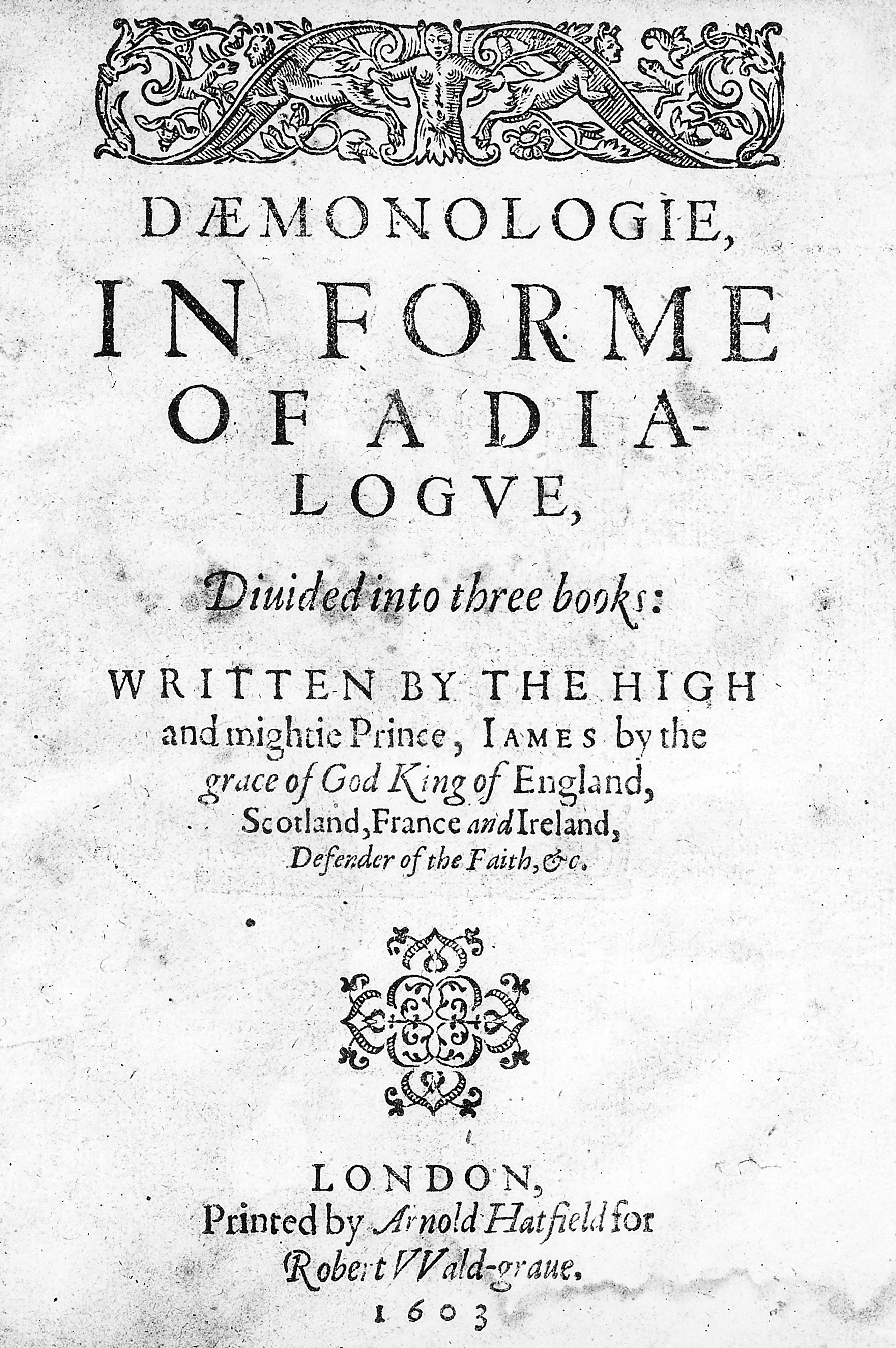
Titelblatt der Ausgabe von 1603

Das von Jakob VI. von Schottland (später auch Jakob I. von England) geschriebene Werk Daemonologie (engl. Demonology) wurde erstmals 1597 in Schottland veröffentlicht. Geschrieben wurde es nach aktuellem Forschungsstand wahrscheinlich in der Zeit von 1591 bis 1597. Die Daemonologie behandelt in drei Büchern hauptsächlich Themen der Magie bzw. Hexerei und ist ähnlich wie der als Referenz hinzugezogene Malleus maleficarum extrem hexenfeindlich. Mit diesem Buch wollte Jakob die Hexenverfolgung in England und Schottland fördern, inspiriert worden war er hierzu vor allem durch die Hexenprozesse von North Berwick.

## Inhalt

Szene aus der Daemonologie

Jakob wollte mit diesem Buch, ähnlich wie mit seinem 1591 geschriebenen Werk News from Scotland die Hexenverfolgung in England und Schottland wieder aufleben lassen. Diese war zuvor unter der Regierung von Elisabeth I. (bis 1603) stark eingedämmt worden. Das Buch ist in Dialogform geschrieben, wie es zu dieser Zeit nicht unüblich war. Wie auch schon der Malleus maleficarum ist Daemonologie in drei Bücher eingeteilt. Band I. behandelt Künste und Wissenschaften und stellt dabei die verbotenen Künste heraus. Vor allem der Unterschied zwischen „witchcraft“ (Hexerei) und „magic“ (Magie) wird hierbei verdeutlicht. Das zweite Buch setzt sich eingehender mit der „witchcraft“ auseinander. Im dritten Buch werden abschließend die Schadenszauber näher erläutert sowie Strafmaße für die jeweiligen Vergehen.

## Ausgaben
- Daemonologie. In Forme of a Dialogie. Divided into three Bookes. Robert Waldgrave, London 1597.
- Donald Tyson (Hrsg.): The Demonology of King James I: Includes the Original Text of Daemonologie and News from Scotland. Llewellyn, Woodbury 2011, ISBN 978-0-7387-2345-7.